# InBev
InBev (Euronext: INB) — бельгийская пивоваренная компания. Образована в 2004 году путём слияния бельгийской компании Interbrew и бразильской AmBev. Является дочерней компанией Anheuser-Busch InBev. Имеет представительства в более чем 30 странах и продажи в более чем 130 странах мира.

## Собственники и руководство
Акционеры компании: 52,5 % — Stichting Inbev, 1,28 % — Inbev Foundations, 11,51 % — EPS и другие компании, действующие в интересах Stichting Inbev, 34,86 % находится в свободном обращении. Капитализация на конец декабря 2007 года — 35,5 млрд евро.
Председатель совета директоров — Питер Харф. Главный управляющий — Карлуш Бриту.
В июле 2008 года было объявлено о том, что бельгийская пивоваренная компания InBev договорилась с акционерами Anheuser-Busch о поглощении последней. Крупнейшая в истории мирового пивоварения сделка, в ходе которой нынешние владельцы компании должны были получить за неё $52 млрд, должна была завершиться до конца 2008 года. Объединённая компания будет крупнейшим в мире производителем пива и получит название Anheuser-Busch InBev.

## Деятельность
Основные пивные марки компании — Stella Artois, Brahma, Beck's, Leffe, Staropramen, Tennents и Hoegaarden (всего более 200). Компании принадлежит 123 завода.
Продажи пива в 2006 году — 246,5 млн гектолитров. Численность персонала — 86 тыс. человек.
Выручка компании в 2008 году — €16,1 млрд (рост на 11,6 %), чистая прибыль — €1,29 млрд (снижение на 41,4 %), операционная прибыль — €4,02 млрд (рост на 2,6 %). Долг компании на 2009 год — $56 млрд.
Общемировой объем проданного A-B InBev пива снизился по итогам года на 0,8 %. На территории стран Восточной Европы спад составил 6,1 %, лидеры снижения — Украина и Россия.
Выручка в 2007 году — €14,43 млрд (в 2006 году — €13,3 млрд), чистая прибыль — €3,05 млрд.
InBev также принадлежит пивоваренная компания Mousel из Люксембурга.

### В России
В России InBev владеет компанией САН ИнБев, которой в России принадлежат десять пивоваренных заводов.
По данным «Бизнес Аналитика» за 2008, компания контролирует 16 % рынка в стоимостном выражении, занимает 3-е место после «Балтики» и альянса EFES - SABMiller.
Из-за увеличения налоговой и административной нагрузки прекратили производство пивоваренные заводы компании «САН ИнБев» в Курске (2012), Новочебоксарске (2013), Перми (2014).
В августе 2022 года директор компании InBev Ораз Дурдыев выступил против параллельного импорта алкоголя в Россию: «Пивоваренная продукция требует определенных условий транспортировки и хранения... Если качество продукции, ввезенной с помощью параллельного импорта, окажется ненадлежащим — все репутационные риски лягут на плечи официального производителя».